# Mirone (nome)
Mirone  è un nome proprio di persona italiano maschile.

## Varianti in altre lingue
- Catalano: Miró
- Ceco: Myrón
- Francese: Myron
- Greco antico: Μύρων (Myron)[1][3][4][5]
- Inglese: Myron[3]
- Islandese: Mýron
- Latino: Myron[1]
- Polacco: Miron[3]
- Portoghese: Míron
- Rumeno: Miron[3]
- Russo: Мирон  (Miron)[3]
- Spagnolo: Mirón
- Ucraino: Мирон (Myron)[3]
- Ungherese: Mürón

## Origine e diffusione
Continua il nome greco Μύρων (Myron), tratto da μύρον (myron, "mirra", "olio dolce", "profumo"); il significato può quindi essere interpretato come "fragrante", "profumato di mirra".
Il nome è noto per essere stato portato dal noto scultore greco Mirone, autore tra l'altro del Discobolo, che è responsabile della ripresa tarda e classicheggiante del nome; così si chiamarono, inoltre, diversi santi martiri, venerati specialmente dalle Chiese orientali, cosa che ha favorito l'uso del nome nell'Oriente cristiano. Nella lingua inglese il nome è in uso dal XIX secolo.

## Onomastico
L'onomastico si può festeggiare l'8 agosto in memoria di san Mirone, sacerdote a Creta, oppure in memoria di un altro san Mirone, sacerdote e martire a Cizico sotto Decio, commemorato il 17 agosto.

## Persone
- Mirone, scultore greco antico

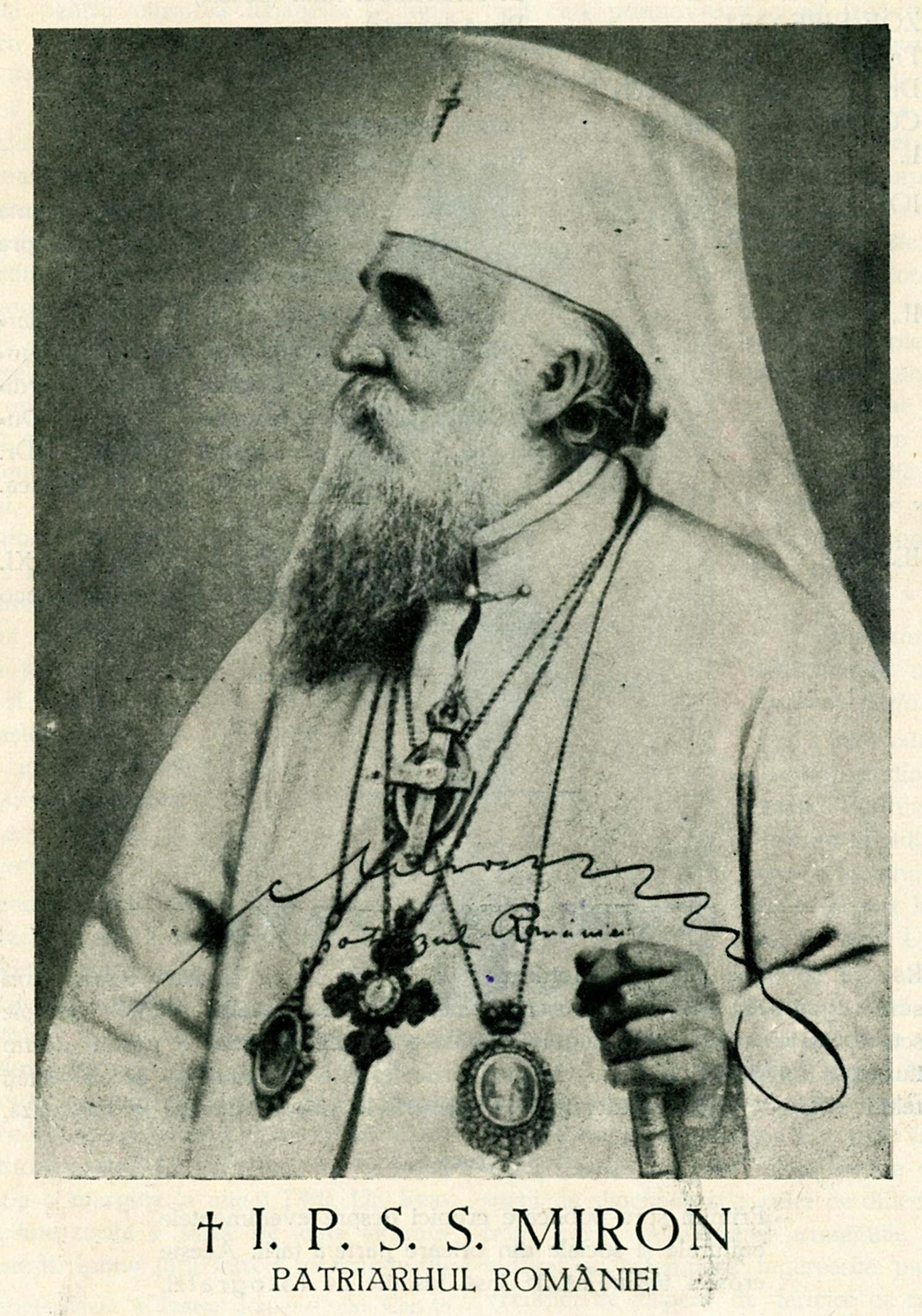
Miron Cristea

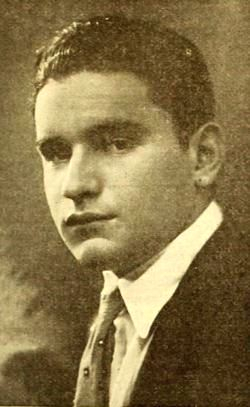
Myron Selznick

- Mirone di Tebe, scultore greco antico
- Mirone I, conte di Rossiglione
- Mirone II, conte di Cerdagna

### Variante Miron
- Miron Constantinescu, sociologo, storico e politico romeno
- Miron Costin, politico e storico moldavo
- Miron Cozma, sindacalista e politico rumeno
- Miron Cristea, arcivescovo ortodosso e politico rumeno
- Miron Poljakin, violinista e docente russo
- Miron Vladimirov, rivoluzionario e politico russo
- Miron Zlatin, attivista francese

### Variante Myron
- Myron Fohr, pilota automobilistico statunitense
- Myron J. Gordon, economista statunitense
- Myron Healey, attore statunitense
- Myron Lewis, giocatore di football americano statunitense
- Myron Markevyč, allenatore di calcio e calciatore ucraino
- Myron McCormick, attore statunitense
- Myron Scholes, economista canadese
- Myron Selznick, produttore cinematografico statunitense
- Myron Charles Taylor, imprenditore, diplomatico e frammassone statunitense